# Ammonicera plana
Ammonicera plana is een slakkensoort uit de familie van de Omalogyridae. De wetenschappelijke naam van de soort is voor het eerst geldig gepubliceerd in 1997 door Simone.